# Квадранс
Квадранс (quadrans – лат. „една четвърт“) е древноримска парична единица, бронзова монета с ниска стойност - една четвърт от аса, от където идва и наименованието. Равнява се също така на три унции и половин семис.
Издава се главно по време на републиката. По време на императорския период се среща рядко. Няколко императора като Октавиан Август, Домициан и Антонин Пий издават неголеми серии от монетата, на която обикновено не се изобразяват портретите на цезарите.